# Frl. Mayer’s Hinterhausjazzer
Frl. Mayer’s Hinterhausjazzer ist eine deutsche Jazzband.

## Geschichte
Die unverheiratete Hedwig Mayer (1902–1981) lebte in Herdern (Freiburg im Breisgau) und vermietete ihr Hinterhaus an Studenten. 1968 zog der Musiker Michael Rox dort ein. Ab 1971 trafen sich jazzbegeisterte Studenten bei Rox, der seine Band 1974 in Anlehnung an die Vermieterin benannte.
Frl. Mayer’s Hinterhausjazzer haben bereits etwa 2000 Auftritte in vier Erdteilen hinter sich. Mehr als 100 Mal traten sie in TV oder Rundfunk auf. Sie sind Ehrenbürger von New Orleans.
Zur Stammbesetzung zählen Michael Rox (Bandleader und Piano), Hermann Schloz (Schlagzeug), Hermann Bruderhofer (Banjo), Jerry Gabriel (Klarinette, Saxophon), Philipp Reiß (Bass) und Hans Schweizer (Posaune, Gesang). Auf einigen der zehn CD, die die Hinterhausjazzer bislang veröffentlicht haben, ist auch Andy Lawrence (Trompete, Kornett, Gesang) zu hören, der von 1985 bis 1993 Mitglied der Band war und es seit 2008 wieder ist.

## Diskographie
- We Still Love You All
- Stille Nacht. Weihnachtslieder auf Hinterhaus-Art
- Pretty (Old) Boys
- Nr. 1
- Live im Spiegelzelt
- Live
- Jubilee
- Die Achte
- Auslese 1971-2006
- 11. Dixieland Jubilee